# Descenso (esquí)

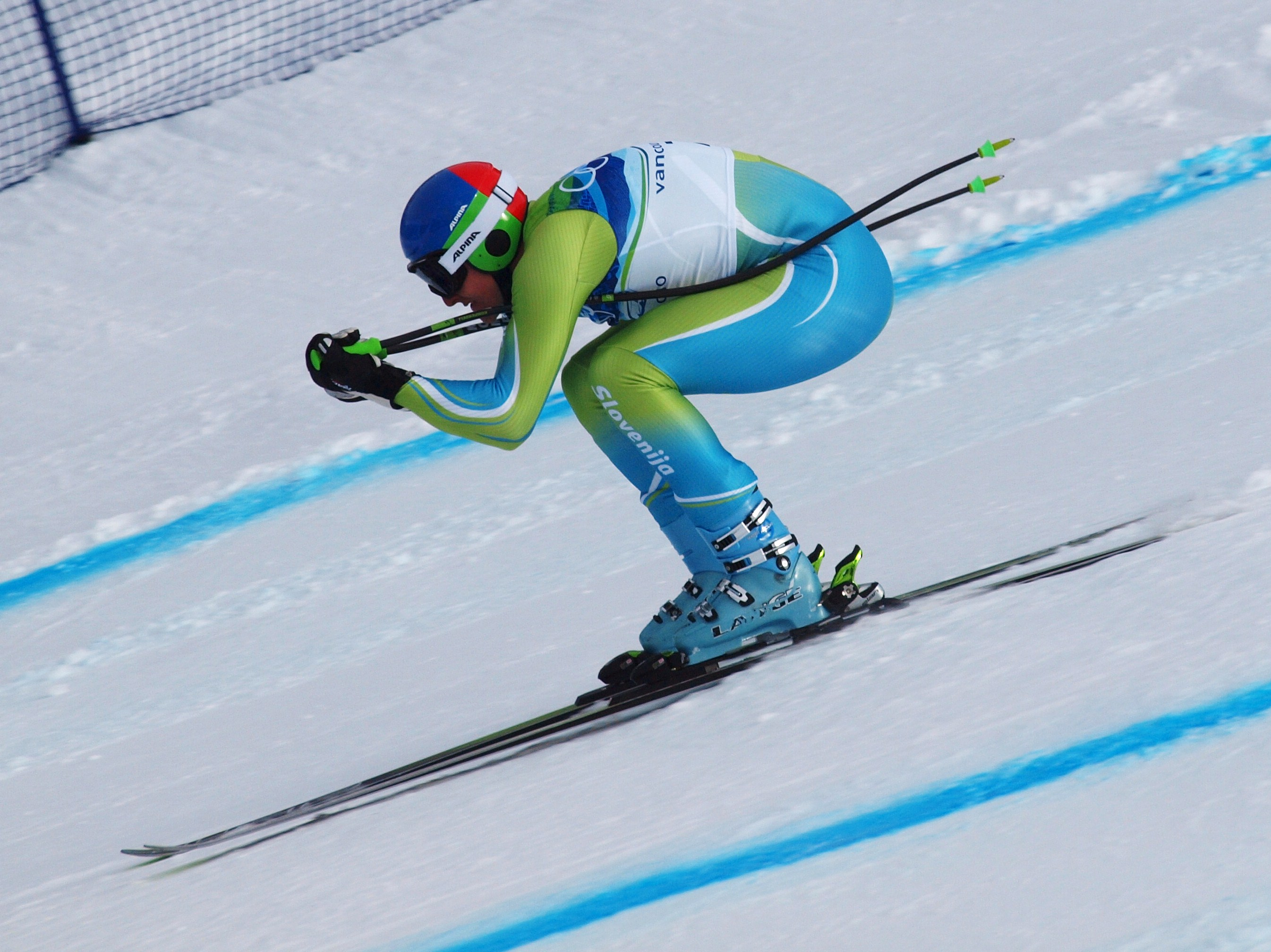
El competidor Andrej Šporn de Eslovenia adopta la típica postura aerodinámica en la prueba de descenso durante los Juegos Olímpicos de Vancouver 2010.

El descenso o prueba de descenso es una disciplina de esquí alpino. Arnold Lunn desarrolló la normativa del descenso en 1921 para los campeonatos nacionales de esquí de Gran Bretaña. 
El descenso enfatiza "los seis componentes de técnica, coraje, velocidad, riesgo, estado físico y juicio", según las "Reglas de Competición Internacional de Esquí (ICR)" de la Federación Internacional de Esquí (FIS).
La disciplina de descenso guarda relación con las grandes velocidades y los grandes riesgos que pueden tener las competiciones alpinas. Los participantes de una competición de carácter internacional sobrepasarán la velocidad de 130 kilómetros por hora y, en algunas competiciones, pueden superar los 150 kilómetros por hora.
Por ello es importante los atletas adopten su cuerpo en una posición aerodinámicamente eficiente para minimizar las fuerzas de resistencia del aire y aumentar la velocidad.

## La competición
El inicio de una competición de descenso tiene lugar prácticamente en la cima de la montaña, en una pista que está cerrada al público y preparada especialmente para la carrera. A menudo, se esparce agua o sal para asegurarse de que se hiela; de este modo, se impiden los peligrosos surcos en la competición, aunque también aumenta la velocidad. Las banderas en un descenso (suelen ser siempre del mismo color), a diferencia de las otras disciplinas de esquí alpino, están separadas por grandes distancias, aunque no lo suficiente como para no divisarlas. 
Las competiciones que se llevan a cabo en las estaciones de esquí más conocidas del mundo no suelen variar demasiado de un año para el otro. La competición se diseña para enfrentar a los mejores esquiadores en distintas disciplinas. Una buena competición debe albergar todas las disciplinas, así como algunos saltos para complicar los obstáculos y para incrementar la emoción tanto para el esquiador como para los espectadores.

## Pista
La FIS tiene reglas para los recorridos de descenso que abarcan sus características generales, ancho, precauciones de seguridad, desnivel, longitud del recorrido, estilo y ubicación de las puertas.
- Características generales  - Como prueba de "técnica, coraje, velocidad, riesgo, condición física y juicio", el recorrido requiere que el atleta se adapte al terreno técnicamente exigente y al trazado de las puertas.
- Ancho  - La pista tiene típicamente 30 m de ancho con tolerancias para las aproximaciones a "labios, desniveles y saltos".
- Seguridad  - Se espera que los obstáculos en los campos estén protegidos con redes, cercas o almohadillas.
- Caída vertical : el desnivel vertical entre el punto de largada y el de llegada varía de  450 a 1100 m para hombres y 450 a 800 m para mujeres. Las carreras con dos carreras pueden ser más cortas.
- Largo de la pista : las pistas requieren un medio preciso de medición de la longitud.
- Puertas : las puertas consisten en pares de polos gemelos con un panel rectangular entre los polos. Las puertas tienen una apertura 8 m o más.

## Equipamiento
El equipamiento que se utiliza en el descenso es un poco diferente del que se utiliza para las competiciones alpinas de baja velocidad. Los esquís son un 30% más largos que los que se utilizan en el eslalon para proporcionar más estabilidad a altas velocidades. Como en muchas otras disciplinas alpinas, los concursantes de descenso llevan trajes arrapados para minimizar la resistencia y es obligatorio el uso de casco.

## Competiciones
En el descenso, tanto a nivel nacional como internacional, los competidores se preparan a conciencia para la carrera, en la que se realiza una inspección y se conversa con los entrenadores y compañeros de equipo, así como también se realizan bajadas de entrenamiento antes de la competición. Los corredores no realizan giros innecesarios; de este modo, mantienen la aerodinámica. El descenso consiste en una única bajada y los tiempos que se marcan suelen estar dentro del intervalo de 1 minuto y 30 segundos y 2 minutos y 30 segundos, en el caso de la Copa del Mundo.

## Riesgos
Aunque se toman precauciones para la seguridad de los corredores, en descenso alpino se pueden producir accidentes e incluso muertes mientras se compite.